# 哈拉尔德·塞弗特
哈拉尔德·塞弗特（德語：Harald Seifert，1953年9月20日—），男，德国雪车运动员。他曾代表东德参加国际雪车联合会世界锦标赛，获得一枚金牌。